# Israel Vibration
Israel Vibration – jamajski zespół reggae założony w 1970 przez trzech muzyków cierpiących na chorobę Heinego-Medina: Cecila "Skeleton' Spence'a, Alberta 'Apple" Craiga i Lascelle'a "Whiss" Bulgina.

## Dyskografia
- The Same Song (1978)
- Unconquered People (1979)
- Why You So Craven (1981)
- Strength of My Life (1988)
- Praises (1990)
- Dub Vibration: Israel Vibration in Dub (1990)
- Forever (1991)
- Vibes Alive (1992)
- IV (1993)
- I.V.D.U.B. (1994)
- On the Rock (1995)
- Dub the Rock (1995)
- Israel Dub (1996)
- Free to Move (1996)
- Live Again! (1997)
- Pay the Piper (1999)
- Jericho (2000)
- Dub Combo (2001)
- Fighting Soldiers (2003)
- Live & Jammin (2003)
- Stamina (2007)